# تاکه‌نو جوئو
تاکه‌نو جوئو (به ژاپنی: 武野 紹鴎 Takeno Jōō)؛ ۱ ژانویهٔ ۱۵۰۲ – ۱ ژانویهٔ ۱۵۵۵) بازرگان و استاد مراسم چای ژاپنی در دوره سنگوکو اهل ژاپن بود. وی استاد سن نو ریکیو بود. 